# Мюлен-Айксен
Мюлен-Айксен (нем. Mühlen Eichsen) — община в Германии, в земле Мекленбург-Передняя Померания.
Входит в состав района Северо-Западный Мекленбург. Подчиняется управлению Гадебуш. Население составляет 988 человек (на 31 декабря 2013 года). Занимает площадь 23,69 км².
В состав общины Мюлен-Айксен входят населённые пункты Годдин, Грос-Айксен, Шёнфельд, Шёнфельд-Мюле и Вебельсфельде.

## Галерея

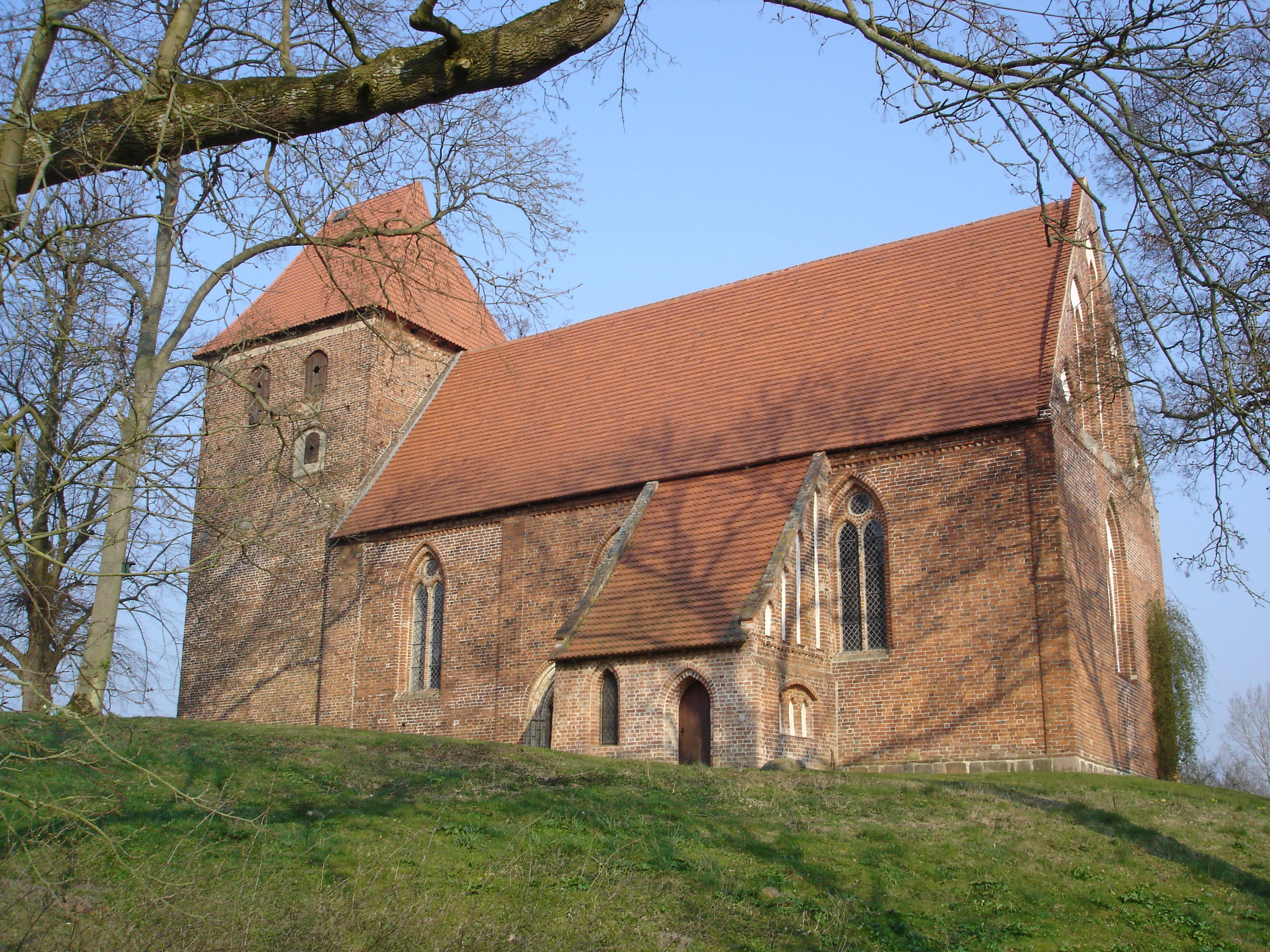
Церковь в Мюлен-Айксене
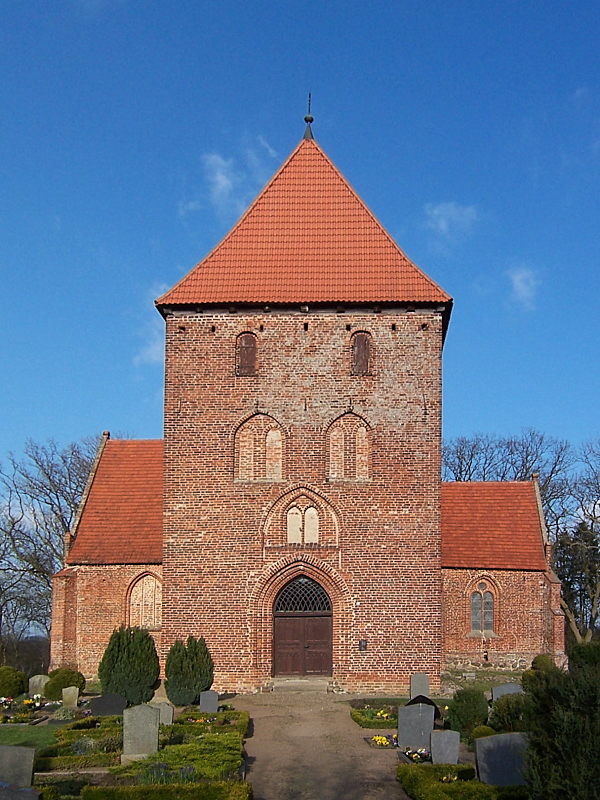
Церковь в Грос-Айксене
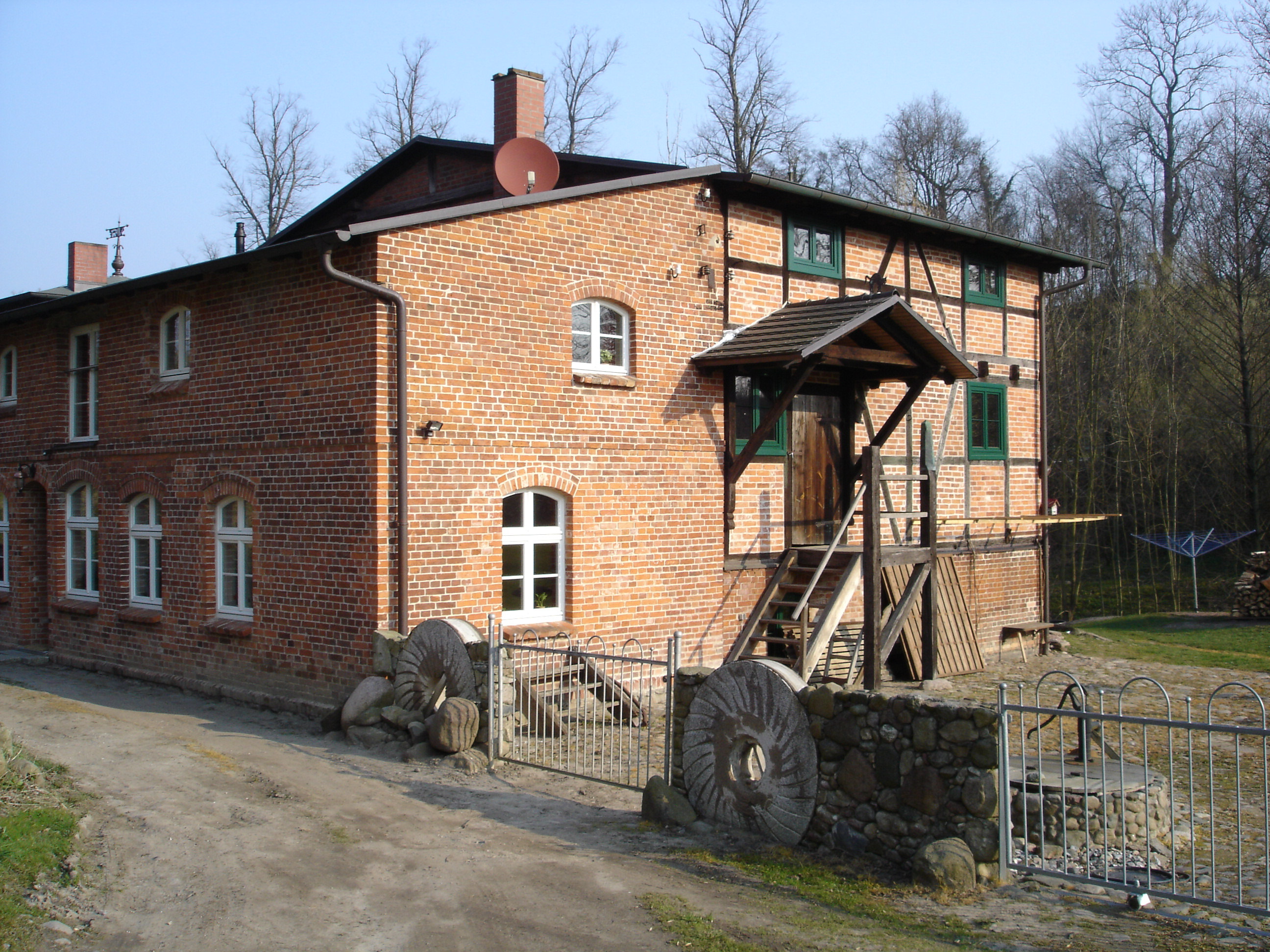
Бывшая водяная мельница в Мюлен-Айксене
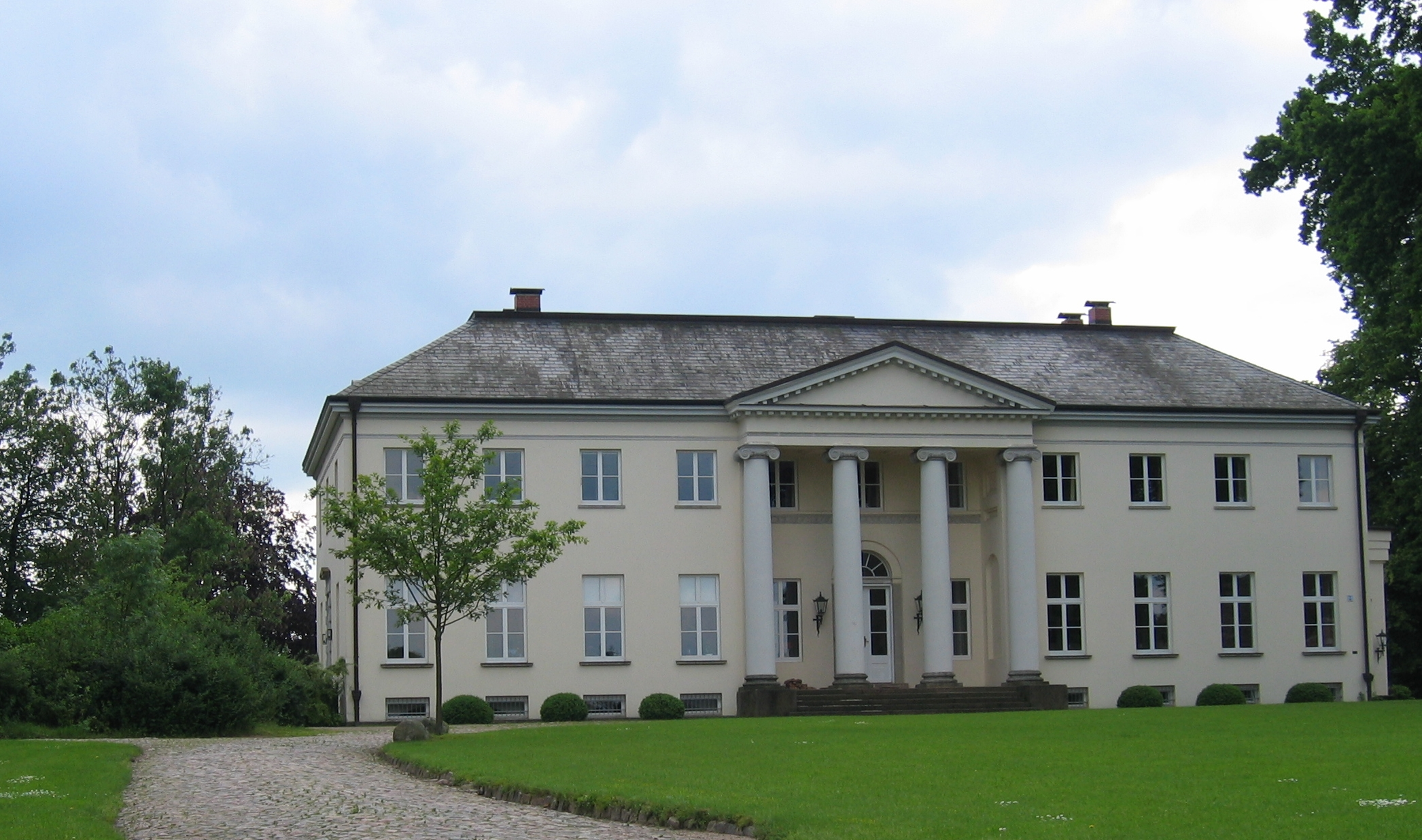
Усадьба Шёнфельд в одноимённой деревне